# William Giauque
William Francis Giauque (n. 12 mai 1895, Niagara Falls⁠(d), Ontario, Canada – d. 28 martie 1982, Berkeley, California, SUA) a fost un chimist american, laureat al Premiului Nobel pentru chimie (1949).